# 今井インターチェンジ (神奈川県)

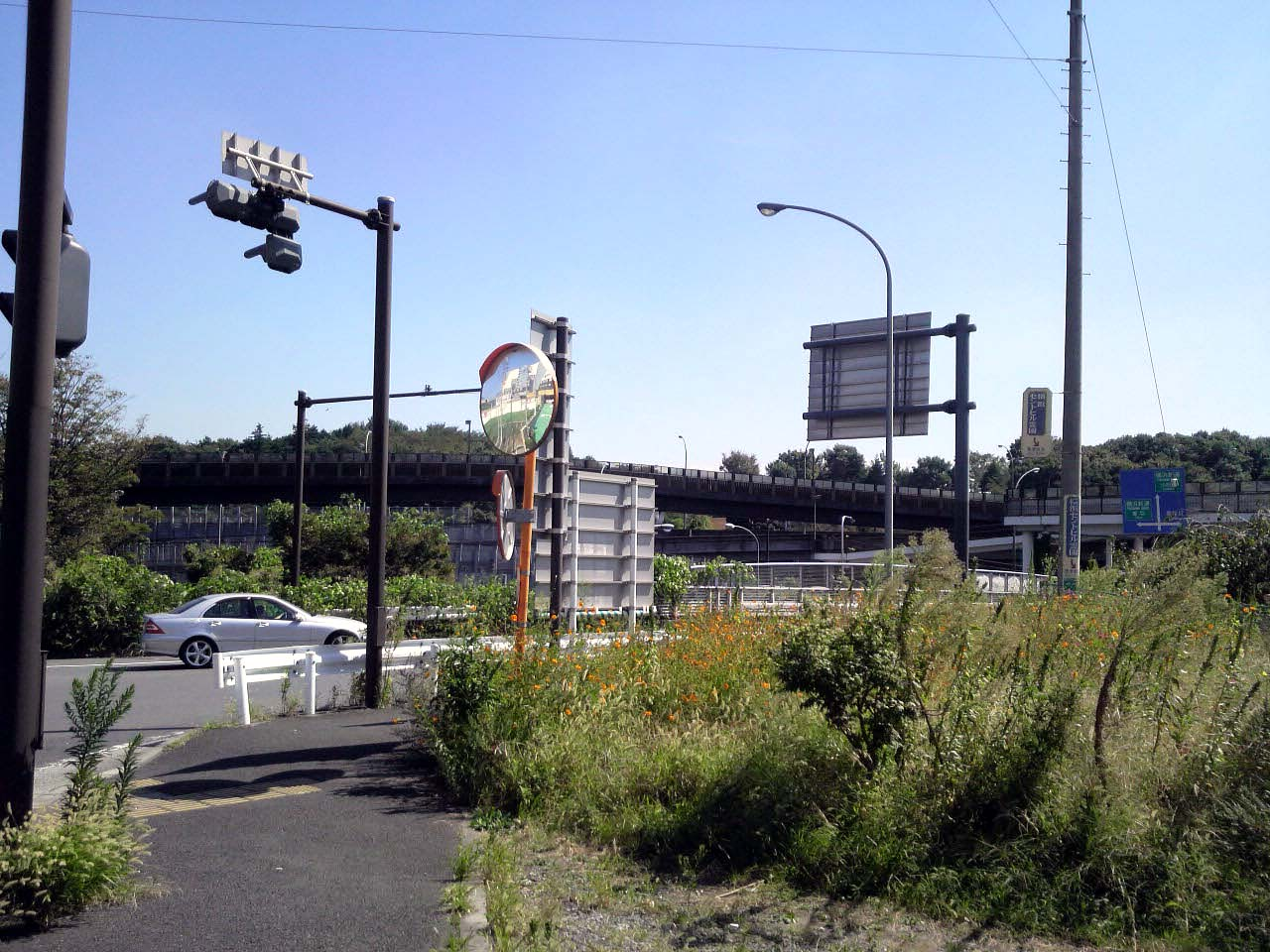
今井インター入り口

今井インターチェンジ（いまいインターチェンジ）は、神奈川県横浜市保土ケ谷区今井町にある横浜新道のインターチェンジである。2001年（平成13年）9月28日に『国際ゴルフ橋IC』をリニューアルするかたちで完成した。
このICを境に戸塚方面のみ125cc以下の小型自動二輪車など（原動機付自転車を含む）が走行可能である。また、戸塚方面に限り、年齢20歳未満または二輪免許を受けていた期間が通算1年以上3年未満の運転者のオートバイの二人乗りが認められている。

## 接続する道路
- E83横浜新道(13番)
- 環状2号線

上り線戸塚方面から磯子方面及びその逆方向の接続はない。
- 横浜市道今井第332号線（品濃側道）
- 横浜都市計画道路保土ヶ谷二俣川線

## 周辺
- 横浜カントリークラブ
- 東戸塚駅（東口）
- 横浜FC LEOCトレーニングセンター
- サニースポーツクラブ
- 清水谷戸トンネル - 現役最古の鉄道用トンネル
- インターチェンジ開設以前より、横浜中部地区のラブホテル集中地帯として有名である。

## 隣
E83 横浜新道
(12) 新保土ヶ谷IC - (13) 今井IC - (14) 川上IC

## 路線バス
インターチェンジ内本線上に『横浜ゴルフ場下』バスストップがあり、相鉄バス浜17・18系統東戸塚駅西口行きが利用できる。
また、隣接する市道今井第332号線（品濃側道）沿いにも同名のバス停留所がある。